# Øjeblikkets mester
Øjeblikkets mester er et studiealbum fra den danske sanger og musiker Sebastian. Det blev udgivet i 24. oktober 2011 og var det første studiealbum fra kunstneren siden 1991.
Til albummet hørte også en DVD kaldet Lige Et Øjeblik... Glimt Fra Indspilningen Af Øjeblikkets Mester, der indeholdt klip fra optagelserne.
Udover Sebastian selv medvirkede en række forskellige musikere med indspilningen heriblandt: Michael Friis, Gustaf Ljunggren, Klaus Menzer, Morten Kærså, Øyvind Ougaard, Karoline Munksnæs, Kira Skov, Randi Laubek, Sara Grabow (hans datter) og Nils Henriksen. Sangen "Luftkasteller" blev sunget sammen med Sys Bjerre.
Musikmagasinet GAFFA gav albummet fem ud af seks sterner. Albummet modtog prisen for "Årets Danske Voxpopudgivelse" ved Danish Music Awards i 2012.

## Spor
1. "De Vilde Og De Værste" - 3:34
2. "Dejligt Indeni" - 4:18
3. "De Sammenbundne To" - 4:39
4. "Jesper Balle" - 3:55
5. "Blå Måne" - 3:40
6. "Øjeblikkets Mester" - 4:37
7. "Nyt Lys I Mørket" - 4:31
8. "Luftkasteller" featuring Sys Bjerre - 3:25
9. "Fred I Hjertet"" - 5:22
10. "Pludselig" - 4:06

Bonus Track
1. "Sangen Om Den Lille Vind (Live)" - 4:11